# 光谷五路站
光谷五路站位于中华人民共和国湖北省武汉市洪山区，是武汉地铁11号线与19号线的地铁换乘站。

## 车站结构
车站位于位于神墩一路与光谷五路交叉口处，沿神墩一路呈东西方向布置。本站为地下二层侧式站台以及地下三层岛式站台，地下一层为下沉广场，地下二层为站厅层和19号线站台层，地下三层为11号线站台层。车站共有8个出入口。

### 楼层分布
| 地面     | 地面               | 出入口                               |  |  |
| 地下一层 |                    | 下沉广场                             |  |  |
| 地下二层 | 站厅               | 售票机、客服中心、武汉通充值、卫生间 |  |  |
|          | 侧式站台，右侧开门 |                                      |  |  |
|          |                    | █ 19号线 往武汉站西广场（花山河）    |  |  |
|          |                    | █ 19号线 往新月溪公园（新月溪公园）  |  |  |
|          | 侧式站台，右侧开门 |                                      |  |  |
|          | 站厅               | 售票机、客服中心、武汉通充值、卫生间 |  |  |
| 地下二层 |                    | █ 11号线 往江安路（光谷四路）        |  |  |
|          | 岛式站台，左侧开门 |                                      |  |  |
|          |                    | █ 11号线 往葛店南站（光谷六路）      |  |  |

### 出入口
|                                                 |      |                                                             |
|                                                 |      |                                                             |
| 出口編號                                        | 設施 | 建議前往的目的地                                            |
| A                                               |      | 神墩一路 光谷五路                                           |
| B                                               |      | 光谷五路 神墩一路                                           |
| C                                               |      | 光谷五路 神墩一路、光谷绿地中心                             |
| D                                               |      | 神墩一路 光谷五路、光谷绿地中心                             |
| E                                               |      | 神墩一路 光谷五路                                           |
| F                                               |      | 光谷五路 神墩一路、铁四院（光谷）高科创新基地、光谷科技大厦 |
| G                                               |      | 光谷五路 神墩一路                                           |
| H                                               |      | 神墩一路 光谷五路                                           |
| 注： 設有升降機 \| 設有輪椅升降台 \| 設有洗手間 |      |                                                             |

## 运营信息
- 11号线首末班车时间

### 内部链接
- 武汉地铁车站列表